# Phalacrocorax
Phalacrocorax är ett fågelsläkte i familjen skarvar inom ordningen sulfåglar.

## Systematik
Traditionellt har det omfattat alla arter i familjen. De allra minsta arterna, bland annat den i Europa förekommande dvärgskarven, har dock sedan ett tag tillbaka allmänt urskilts i det egna släktet Microcarbo. 
Bland de återstående arterna har genetiska studier visat att olika grupper skildes åt för relativt länge sedan. Det har medfört att släktet delats upp ytterligare. Efter uppdelningen av Phalacrocorax återstår endast följande elva arter i släktet:
- Vitgumpad skarv (P. neglectus)
- Kapskarv (P. capensis)
- Japansk skarv (P. capillatus)
- Storskarv (P. carbo)
- Sokotraskarv (P. nigrogularis)
- Grönmaskad skarv (P. featherstoni)
- Fläckskarv (P. punctatus)
- Indisk skarv (P. fuscicollis)
- Sotskarv (P. sulcirostris)
- Svartmaskad skarv (P. fuscenscens)
- Australisk skarv (P. varius)

Arter som tidigare placerades i Phalacrocorax:
- Släkte Poikilocarbo
  - Rödfotad skarv (P. gaimardi)
- Släkte Gulosus
  - Toppskarv (U. aristotelis)
- Släkte Nannopterum
  - Galápagosskarv (N. harrisi)
  - Amazonskarv (N. brasilianum)
  - Öronskarv (N. auritum)
- Släkte Leucocarbo
  - Magellanskarv (L. magellanicus)
  - Guanoskarv (L. bougainvilliorum)
  - Bountyskarv (L. ranfurlyi)
  - Vårtskarv (L. carunculatus)
  - Stewartskarv (L. chalconotus)
  - Chathamskarv (L. onslowi)
  - Aucklandskarv (L. colensoi)
  - Campbellskarv (L. campbelli)
  - Kejsarskarv (L. atriceps)
- Släkte Urile
  - Blåstrupig skarv (U. penicillatus)
  - Beringskarv (U. urile)
  - Pelagskarv (U. pelagicus)
  - Glasögonskarv (U. perspicillatus) – utdöd